# 大正區
大正區（日语：／ Taishō ku */?）是大阪市的24區之一，位於尻無川以南和木津川以西，西南部區域屬於大正內港。區名則源自位於木津川上的大正橋，最初原本希望採用的名稱為「大正橋區」，但後因名稱過長而被簡化為「大正區」。
由於自20世紀初開始有大量來自沖繩的勞工遷至此地，也因此至今此地有許多沖繩料理餐廳或是販售沖繩食材的商店，也被稱為「小沖繩」。

## 歷史
過去為淀川河口被稱為「難波八十島」區域的南部。在1889年實施町村制時，現在的大正區範圍分屬三軒家村及川南村兩個行政區劃，1897年被併入大阪市，最初被劃入西區，1925年從西區分出劃入新設立的港區，1932年再從港區被劃出新設為大正區。
19世紀末開始有紡織工廠設於此地，20世紀初，造船業也開始進入此地，但因為工廠大量使用地下水，造成地層下陷，1980年代後由於產業撤出，許多空間轉成大型店面或餐馆。

## 交通
大正區內鐵路交通僅在最北端的大正橋旁有西日本旅客鐵道大阪環狀線通過，並設有大正車站，同時也是大阪市高速電氣軌道長堀鶴見綠地線的起點車站，因此大正區內大部分區域仰賴大阪市营巴士。

### 鐵路
西日本旅客鐵道
- 大阪環狀線：大正站

大阪市高速電氣軌道（大阪地下鐵）
- 長堀鶴見綠地線：大正站

## 本地出身之名人
- 伊達三郎：演員
- 具志堅幸司：體操運動員

## 外部連結
- 大正區公所的Facebook專頁
- 大正區公所的X（前Twitter）